# Bajan (strumento musicale)
Il bajan (in russo баян), anche scritto bayan è un tipo di fisarmonica cromatica a bottoni, sviluppata in Russia all'inizio del XX secolo; prende il suo nome da quello del bardo Boyan. La radice etimologica dello strumento si ritrova, nonostante la distanza temporale, anche nelle forme dialettali di radice Pretuzia in cui la dicitura del comune organetto è "du bajot".

## Caratteristiche
Il bajan differisce dalle comuni fisarmoniche a bottoni in alcuni dettagli costruttivi: le ance sono più ampie e rettangolari, invece che trapezoidali, e sono spesso avvitate su una piastra comune in grossi gruppi (e non a coppie), invece di essere attaccate con della cera; inoltre non sono accordate con il tremolo.
La tastiera al canto è posizionata vicino alla metà del corpo, invece di essere attaccata alla parte posteriore.
La fila di bassi con gli accordi di settima diminuita è spostata di modo che, rispetto al sistema di bassi Stradella, al posto dell'accordo di do si trovi quello di sol settima diminuita; in alcuni modelli è disponibile il sistema converter, grazie al quale è possibile utilizzare i bassi sciolti oltre a quelli precostituiti.
Le differenze nella costruzione interna danno al bajan un timbro distinto rispetto alla fisarmonica, specialmente per quanto riguarda i bassi che presentano un suono più potente.
I bajan vengono spesso scelti dai virtuosi della fisarmonica che eseguono musica classica o contemporanea per l'estensione e la pulizia del loro suono.
La compositrice Sofia Gubaidulina ha scritto diversi lavori per bajan, alcuni per bajan solista e altri per bajan e strumenti a corde. Il compositore slovacco Peter Machajdík ha scritto un concerto per bajan e orchestra.

## Tasti

Sistema cromatico occidentale (Italiano)
Sistema cromatico orientale, tipico dei bajan russi.